# Panneau de signalisation routière de priorité en France
Les panneaux de signalisation routière de priorité sont destinés à notifier ou à porter à la connaissance des usagers de la route des règles particulières de priorité à des intersections.
La signalisation de priorité est réalisée à l'aide de panneaux de type AB au sens de l'instruction interministérielle sur la signalisation routière, et correspond aux panneaux de type B au sens de la convention sur la signalisation routière signée à Vienne.

## Liste des panneaux de priorité
Il existe en France neuf panneaux de priorité :

AB1 - Priorité à droite
AB2 - Priorité ponctuelle
AB3a - Cédez le passage
AB3b - Signal avancé cédez-le-passage
AB4 - Stop
AB5 - Signal avancé stop
AB6 - Route à caractère prioritaire
AB7 - Fin du caractère prioritaire d'une route
AB25 -  Signalisation avancée d'un carrefour à sens giratoire avec priorité aux usagers circulant dans l'anneau

## Caractéristiques
Il existe cinq gammes de dimensions pour les panneaux de priorité de type AB. Seul le signal AB4 est de forme octogonale. Ces panneaux doivent être rétroréfléchissants.
| Gamme           | AB4     | AB6     |
| --------------- | ------- | ------- |
| Nombre de côtés | 8       | 4       |
| Très grande     | 1200 mm | 1050 mm |
| Grande          | 1000 mm | 900 mm  |
| Normale         | 800 mm  | 700 mm  |
| Petite          | 600 mm  | 500 mm  |
| Miniature       | 400 mm  | 350 mm  |

## Distances d'implantation des panneaux avancés

### En rase campagne

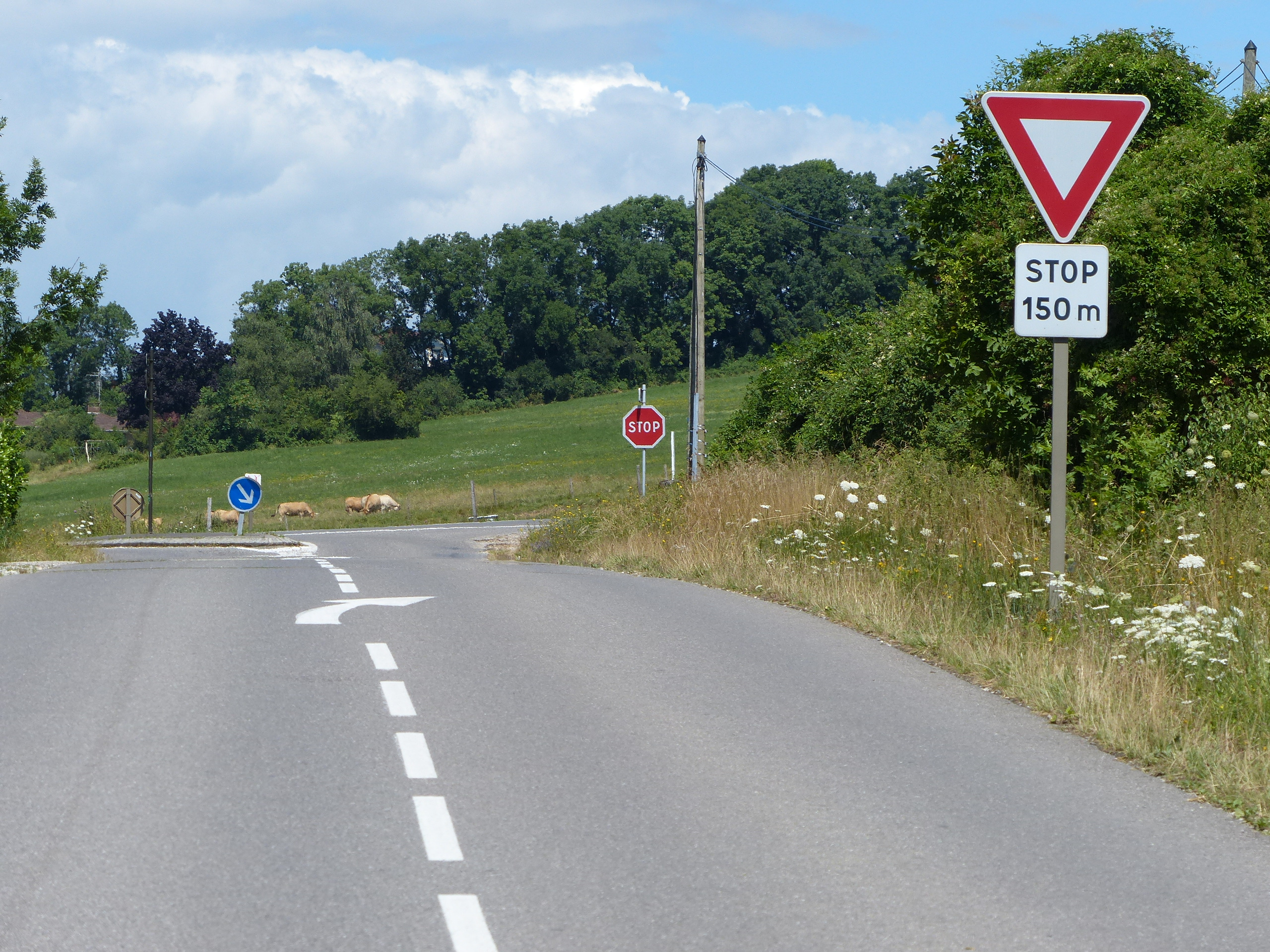
Panneau de signalisation avancée STOP 150 m AB5, et plus loin le panneau STOP AB4 signalé.

La distance habituelle d'implantation des panneaux avancés AB1, AB2, AB3b et AB5 est de 150 m environ. Cette distance peut toutefois varier en fonction de la disposition des lieux, de la vitesse de la circulation ou dans les cas indiqués aux chapitres ci-après. Elle peut atteindre 400 m sur les routes à très bonne visibilité parcourues par une circulation rapide.
Seules des circonstances exceptionnelles (deux intersections successives très rapprochées ou nécessité de plusieurs panneaux avancés successifs) peuvent justifier une distance d'implantation inférieure à 100 m.
Lorsqu'un de ces panneaux est placé à plus de 200 m d'une intersection, il doit être répété à mi-distance environ de celle-ci et les deux panneaux doivent être complétés par un panonceau de distance.

### En agglomération
Les distances entre les intersections successives étant très variables, les distances d'implantation des panneaux avancés sont elles-mêmes très variables, les panneaux devant être placés entre l'intersection et celle qui la précède. Généralement, pour les panneaux AB1 et AB2, cette distance est de 0 à 30 m.
L'indication des distances sur les panonceaux des panneaux AB3b et AB5 se fait comme en rase campagne. Lorsque la distance est inférieure à 50 m, elle est arrondie aux 10 m les plus voisins.
Les panneaux AB1 et AB2 ne comportent généralement pas en agglomération de panonceau de distance sauf s'ils sont implantés à plus de 150 m de l'intersection. L'indication de la distance se fait comme ci-dessus.

## Signification des panneaux de priorité dans un carrefour à feux

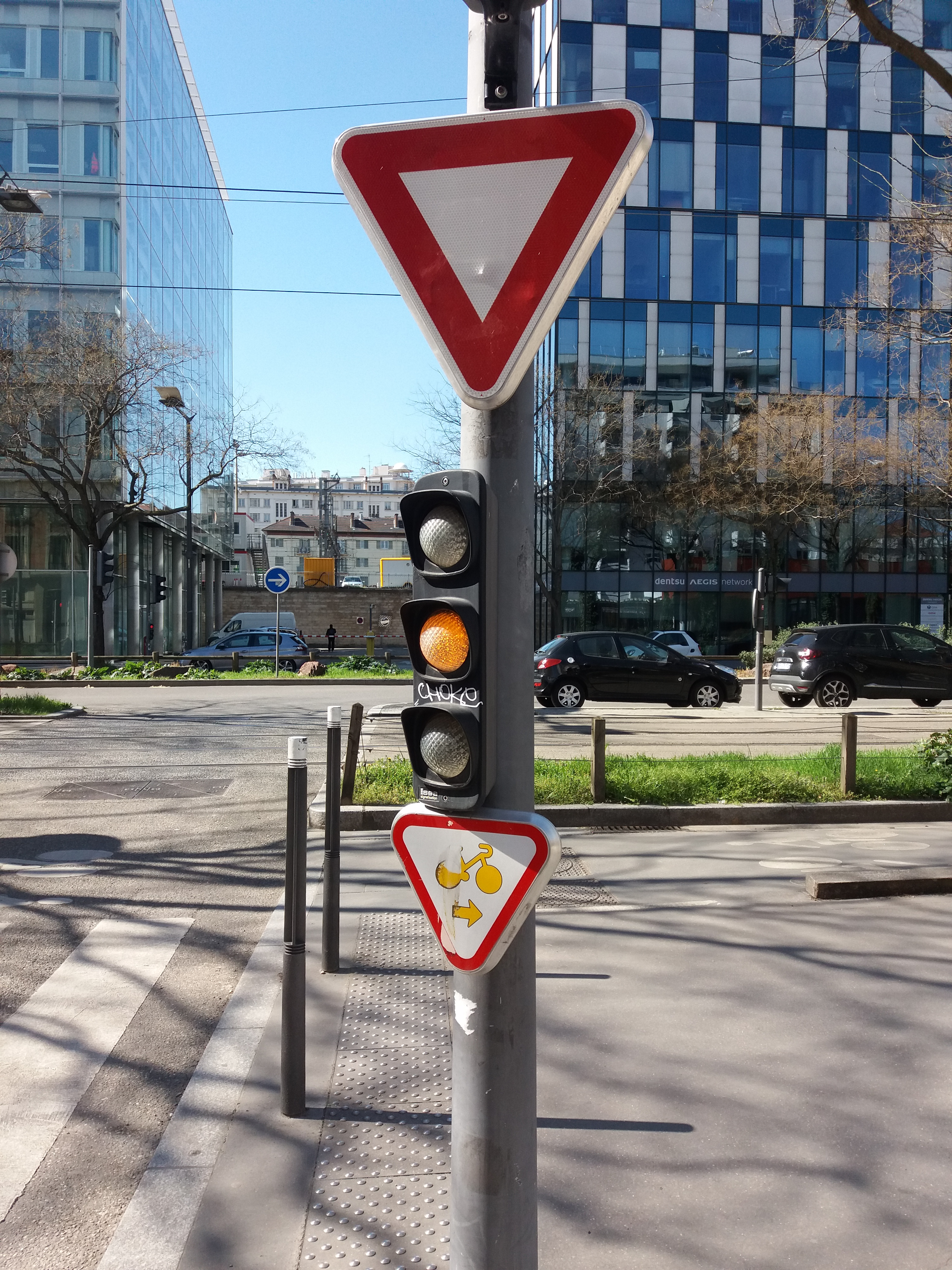
Cédez-le-passage sur un feu

L'article R 411-25 du code de la route indique notamment : « Les indications des feux de signalisation lumineux prévalent sur celles qui sont données par les signaux routiers réglementant la priorité ».
Ainsi lorsque des panneaux de type AB sont placés à une intersection équipée de feux de circulation, ces panneaux n'ont d'utilité que dans l'un des cas suivants :
- lorsque l'ensemble de l'installation est éteinte ;
- lorsque l'ensemble de l'installation fonctionne au jaune clignotant général, c'est-à-dire tous les signaux tricolores au jaune clignotant sur le feu du milieu, tous les autres signaux lumineux étant éteints (signaux piétons et signaux d'anticipation) ;
- en permanence, sur une entrée de carrefour gérée par un signal tricolore fonctionnant normalement au jaune clignotant sur le feu du bas lorsque ce dernier est allumé ;
- en permanence, sur une entrée de carrefour à feux non contrôlée par feux et obligatoirement munie d'un panneau AB3a ou AB4.

## Sources
- Instruction interministérielle sur la signalisation routière – 3e partie – Intersections et régimes de priorité – Arrêté du 26 juillet 1974 modifié (dernière modification : arrêté du 31 juillet 2002).

#### Arrêté du 24 novembre 1967 et Instruction Interministérielle sur la Signalisation Routière (versions actualisées)
- Arrêté du 24 novembre 1967 relatif à la signalisation des routes et autoroutes, 58 p. (lire en ligne)
- Instruction Interministérielle sur la Signalisation Routière 1re partie : Généralités, 58 p. (lire en ligne)
- Instruction Interministérielle sur la Signalisation Routière 3e partie : Intersections et régimes de priorité, 45 p. (lire en ligne)

#### Histoire de la signalisation
- Marina Duhamel-Herz, Un demi-siècle de signalisation routière : naissance et évolution du panneau de signalisation routière en France, 1894-1946, Paris, Presses de l’École nationale des Ponts et Chaussées, décembre 1994, 151 p. (ISBN 2-85978-220-6)
- Marina Duhamel-Herz et Jacques Nouvier, La signalisation routière en France : de 1946 à nos jours, Paris, AMC Éditions, novembre 1998, 302 p. (ISBN 2-913220-01-0)